# داکا-۱۵
داکا-۱۵ (به لاتین: Dhaka-15) یک منطقهٔ مسکونی در بنگلادش است که در ناحیه داکا واقع شده‌است.